# 瓦尔泽亚-达奥韦利亚和阿利维亚达
瓦尔泽亚-达奥韦利亚和阿利维亚达是葡萄牙波尔图区的一个堂区。总面积14.36平方公里，总人口2294人，人口密度159.7人/平方公里。